# Ana de la Reguera
Anabell Gardoqui de la Reguera (Veracruz, 8 april 1977) is een Mexicaanse actrice, bekend van onder meer de televisieseries Eastbound & Down en Narcos.
De la Reguera begon haar acteer-carrière in verschillende Mexicaanse telenovelles. In 2000 speelde ze in haar eerste speelfilm Por la libre. Ook speelde ze rollen in internationaal bekende films, zoals Cowboys & Aliens uit 2011 en Jessabelle uit 2014.

## Filmografie

### Films
Uitgezonderd korte films.
- Por la libre als Maria (2000)
- Un secreto de Esperanza als Lety (2002)
- Ladies' Night als Ana (2003)
- El Caco (2006)
- Nacho Libre als Sister Encarnación (2006)
- Así del precipicio als Lucía (2006)
- Sultanes del Sur als Mónica Silvari (2007)
- Paraiso Travel als Milagros Valdez (2008)
- El Traspatio als Blanca (2009)
- Cop Out als Gabriela (2010)
- Hidalgo - La historia jamás contada. als Josefa Quintana (2010)
- Di Di Hollywood als Rita Marlow (2010)
- Cowboys & Aliens als Maria (2011)
- El Crimen del Cácaro Gumaro als Claudianita (2014)
- Sun Belt Express als Ana (2014)
- The Book of Life als Skeleton Carmen (stem) (2014)
- Jessabelle als Rosaura (2014)
- Las Aparicio als Alma Aparicio (2015)
- Macho als Superstar Ana de la Reguera (2016)
- Everything, Everything als Carla (2017)
- Collisions als Yoana (2018)
- Army of the Dead als Cruz (2021)
- The Forever Purge als Adela (2021)

### Televisieseries
Uitgezonderd eenmalige gastrollen.
- Desencuentro als Beatriz (1997, 30 afl.)
- Tentaciones als Fernanda Segovia (1998, 3 afl.)
- Cara o Cruz als Mariana Medina / Aída (2001, 55 afl.)
- Por tí als María Aldana / Isabel Miranda (2002, 134 afl.)
- Luciana y Nicolás als Luciana (2003, 120 afl.)
- Gitanas als María Salomé (2004, 162 afl.)
- Capadocia als Lorena Guerra (2008-2012, 29 afl.)
- Eastbound & Down als Vida (2010, 6 afl.)
- Narcos als Elisa Alvaro (2015, 5 afl.)
- Jane the Virgin als Paola (2016, 3 afl.)
- From Dusk Till Dawn: The Series als Venganza Verdugo (2016, 3 afl.)
- Power als Alicia Jimenez (2017-2019, 7 afl.)
- Goliath als Marisol Silva (2018-2019, 16 afl.)